# Medusa (Six Flags Great Adventure)
Medusa in Six Flags Great Adventure (Jackson, New Jersey, USA) ist eine bodenlose Stahlachterbahn vom Modell Floorless Coaster des Herstellers Bolliger & Mabillard, die am 2. April 1999 eröffnet wurde. Von Mai 2009 bis 2021 fuhr sie unter dem Namen des Comic-Charakters Bizarro.
Sie war die erste bodenlose Achterbahn weltweit. Eine baugleiche aber spiegelverkehrte Achterbahn ist Scream! im Schwesterpark Six Flags Magic Mountain, die 2003 eröffnete.
Die Schiene waren leuchtend hell-grün und die Stützen violett, bevor sie im Zuge der Umthematisierung lila und blau umlackiert wurden. Außerdem wurde ein Soundsystem in die Züge eingebaut.

## Fahrt
Die Fahrt beinhaltet sieben Inversionen. Die erste ist ein Looping, gefolgt von einem Dive-Loop, einer Zero-g-Roll sowie einer Cobra-Roll, die aus zwei Inversionen besteht. Nach einer Zwischenbremse kommen noch die Interlocking Corkscrews.

## Züge
Medusa besitzt drei Züge mit jeweils acht Wagen. In jedem Wagen können vier Personen (eine Reihe à vier Personen) Platz nehmen. Als Rückhaltesystem kommen Schulterbügel zum Einsatz.